# Aperitief

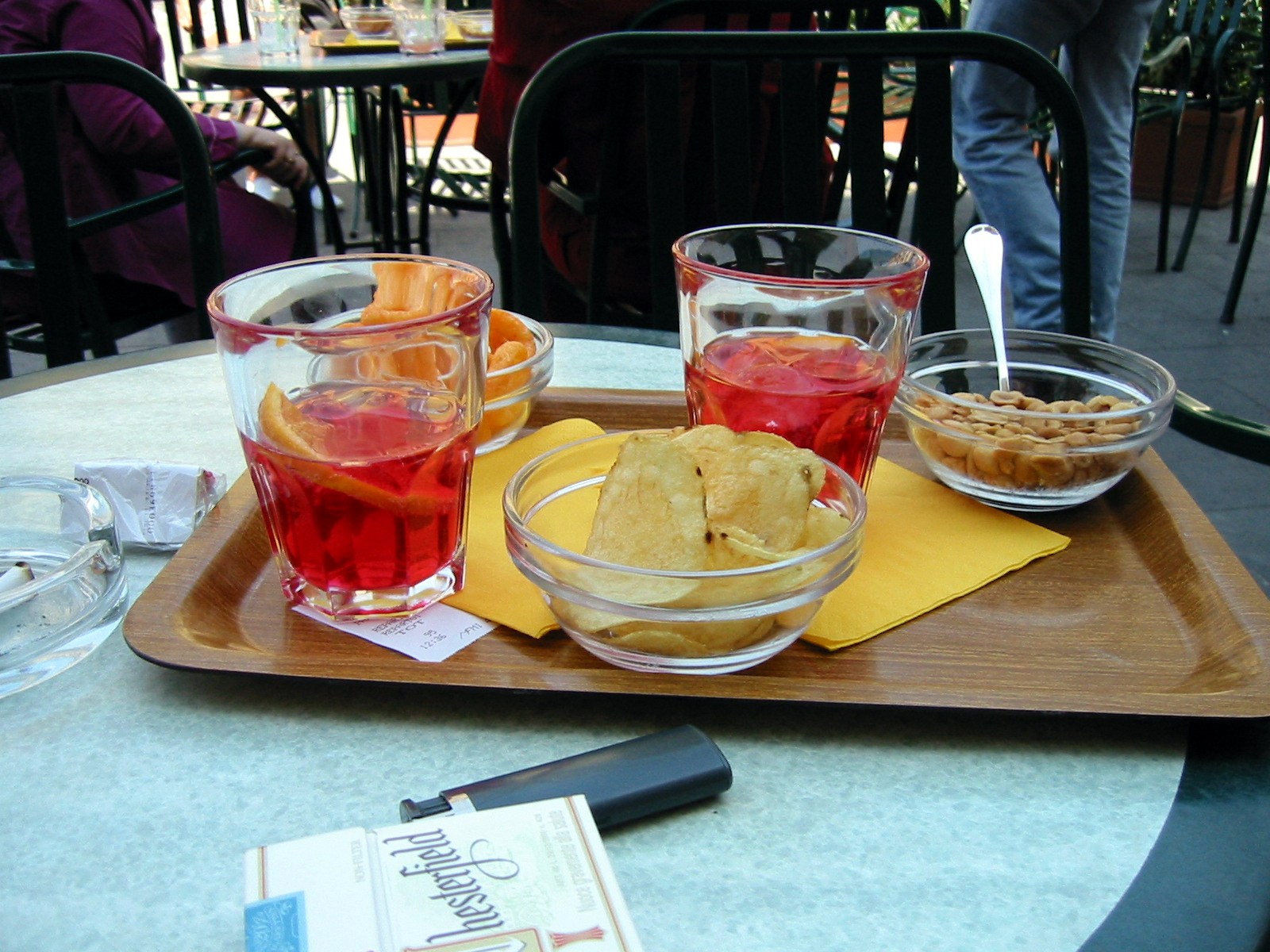
Aperitief Campari Soda

Een aperitief (in het Frans apéritif, van Latijn aperire = openen) is een (meestal alcoholische) drank die men nuttigt voor het eten. Dit kan bijvoorbeeld een sherry of een vermouth zijn, maar ook een cocktail wordt regelmatig gebruikt. Ook een (al dan niet verdunde) anijslikeur kan worden geserveerd als aperitief. Het tegenovergestelde is een digestief, na de maaltijd geserveerd, om de spijsvertering te bevorderen (in het Italiaans digestivo, van digerire = verteren).
Aperitiven en digestiven zijn een Mediterraanse traditie; van Portugal tot Turkije bestaan plaatselijke varianten.
De traditie is waarschijnlijk ontstaan om de spijsvertering en de speekselaanmaak op voorhand te stimuleren; wetenschappelijke studies schijnen dit te ondersteunen. 
Een aperitief werkt meestal eetlustopwekkend, met name versterkte wijn met een hoog alcoholpercentage en weinig suiker, en kan vergezeld zijn van een aperitiefhapje.